# WSF World Cup
Der WSF World Cup ist ein Mannschaftsturnier im Squash, bei dem sowohl Herren als auch Damen in derselben Mannschaft für ihre Nation antreten. Er findet in unregelmäßigen Abständen statt und stellt keine Weltmeisterschaft dar. Veranstalter ist die World Squash Federation.

## Geschichte
Die erste Austragung fand 1996 in Petaling Jaya in Malaysia statt. Es gab bis dato noch keinen Mannschaftswettbewerb, bei dem Herren und Damen gemeinsam in einer Mannschaft antraten. Jede Mannschaft besteht daher bei dem Turnier aus zwei Herren und einer Dame. Beim World Cup wird zudem ein Preisgeld für die teilnehmenden Mannschaften ausgeschüttet. Das Gesamtpreis 1996 betrug 70.000 US-Dollar. Erster Sieger wurde Australien, das im Finale England mit 3:0 besiegte. Drei Jahre später konnte England im Finale mit 3:0 gegen Schottland den Titel gewinnen. Austragungsort was ’s-Hertogenbosch in den Niederlanden. Sowohl 1996 als auch 1999 traten 16 Mannschaften an. Die dritte Austragung folgte erst im Jahr 2011 in Chennai, Indien. Diesmal setzte sich Ägypten als beste Mannschaft durch. Im Endspiel besiegte die Mannschaft England mit 2:0. Für 2014 wurde eine vierte Austragung des WSF World Cups in Scharm El-Scheich angekündigt, zu einer Austragung kam es jedoch nicht.

## Sieger
| Jahr | Sieger     | Finalgegner | 3. Platz     | 4. Platz  | Austragungsort   |
| ---- | ---------- | ----------- | ------------ | --------- | ---------------- |
| 2023 | Ägypten    | Malaysia    | Indien Japan | —         | Chennai          |
| 2011 | Ägypten    | England     | Australien   | Malaysia  | Chennai          |
| 1999 | England    | Schottland  | Australien   | Ägypten   | ’s-Hertogenbosch |
| 1996 | Australien | England     | Ägypten      | Südafrika | Petaling Jaya    |